# Chico Maki
Ronald Patrick "Chico" Maki, född 17 augusti 1939, död 24 augusti 2015, var en kanadensisk professionell ishockeyforward som tillbringade 15 säsonger i den nordamerikanska ishockeyligan National Hockey League (NHL), där han spelade för Chicago Black Hawks. Han producerade 436 poäng (143 mål och 293 assists) samt drog på sig 345 utvisningsminuter på 841 grundspelsmatcher.
Maki spelade också för Buffalo Bisons i American Hockey League (AHL) och St. Catharines Teepees i OHA-Jr.
Han vann Stanley Cup för säsongen 1960–1961.
Maki var bror till Wayne Maki.
Den 24 augusti 2015 avled han i sitt hem i Port Dover, Ontario i Kanada.

## Statistik
| Källa: Utv = Utvisningsminuter | Källa: Utv = Utvisningsminuter | Källa: Utv = Utvisningsminuter |             | Grundserie  | Grundserie  | Grundserie  | Grundserie  | Grundserie  |             | Slutspel    | Slutspel    | Slutspel    | Slutspel    | Slutspel    |
| Säsong                         | Lag                            | Liga                           | Matcher     | Mål         | Assist      | Poäng       | Utv         | Matcher     | Mål         | Assist      | Poäng       | Utv         |             |             |
| ------------------------------ | ------------------------------ | ------------------------------ | ----------- | ----------- | ----------- | ----------- | ----------- | ----------- | ----------- | ----------- | ----------- | ----------- | ----------- | ----------- |
| 1955–1956                      | Sault Ste. Marie North Stars   | NOJHA                          | —           | 12          | 9           | 21          | 14          | —           | —           | —           | —           | —           |             |             |
| 1956–1957                      | St. Catharines Teepees         | OHA-Jr.                        | 52          | 6           | 6           | 12          | 32          | 14          | 2           | 1           | 3           | 32          |             |             |
| 1957–1958                      | St. Catharines Teepees         | OHA-Jr.                        | 49          | 21          | 19          | 40          | 72          | 8           | 3           | 5           | 8           | 10          |             |             |
| 1958–1959                      | St. Catharines Teepees         | OHA-Jr.                        | 54          | 41          | 53          | 94          | —           | 7           | 2           | 1           | 3           | 10          |             |             |
|                                | Buffalo Bisons                 | AHL                            | 1           | 0           | 0           | 0           | 2           | —           | —           | —           | —           | —           |             |             |
| 1959–1960                      | St. Catharines Teepees         | OHA-Jr.                        | 47          | 39          | 53          | 92          | —           | 17          | 11          | 18          | 29          | 40          |             |             |
|                                | Buffalo Bisons                 | AHL                            | 3           | 1           | 4           | 5           | 0           | —           | —           | —           | —           | —           |             |             |
|                                | Sault Ste. Marie Thunderbirds  | EPHL                           | 1           | 0           | 1           | 1           | 0           | —           | —           | —           | —           | —           |             |             |
| 1960–1961                      | Chicago Black Hawks            | NHL                            | —           | —           | —           | —           | —           | 1           | 0           | 0           | 0           | 0           |             |             |
|                                | Buffalo Bisons                 | AHL                            | 69          | 30          | 42          | 72          | 20          | 4           | 0           | 0           | 0           | 2           |             |             |
| 1961–1962                      | Chicago Black Hawks            | NHL                            | 16          | 4           | 6           | 10          | 2           | 11          | 3           | 5           | 8           | 15          |             |             |
| 1962–1963                      | Chicago Black Hawks            | NHL                            | 65          | 7           | 17          | 24          | 35          | 6           | 0           | 1           | 1           | 2           |             |             |
| 1963–1964                      | Chicago Black Hawks            | NHL                            | 68          | 8           | 14          | 22          | 70          | 7           | 0           | 0           | 0           | 15          |             |             |
| 1964–1965                      | Chicago Black Hawks            | NHL                            | 65          | 16          | 24          | 40          | 58          | 14          | 3           | 9           | 12          | 15          |             |             |
| 1965–1966                      | Chicago Black Hawks            | NHL                            | 68          | 17          | 31          | 48          | 41          | 3           | 1           | 1           | 2           | 0           |             |             |
| 1966–1967                      | Chicago Black Hawks            | NHL                            | 56          | 9           | 29          | 38          | 14          | 6           | 0           | 0           | 0           | 0           |             |             |
| 1967–1968                      | Chicago Black Hawks            | NHL                            | 60          | 8           | 16          | 24          | 4           | 11          | 2           | 5           | 7           | 4           |             |             |
| 1968–1969                      | Chicago Black Hawks            | NHL                            | 66          | 7           | 21          | 28          | 30          | —           | —           | —           | —           | —           |             |             |
| 1969–1970                      | Chicago Black Hawks            | NHL                            | 75          | 10          | 24          | 34          | 27          | 8           | 2           | 2           | 4           | 2           |             |             |
| 1970–1971                      | Chicago Black Hawks            | NHL                            | 72          | 22          | 26          | 48          | 18          | 18          | 6           | 5           | 11          | 6           |             |             |
| 1971–1972                      | Chicago Black Hawks            | NHL                            | 62          | 13          | 34          | 47          | 22          | 8           | 1           | 4           | 5           | 4           |             |             |
| 1972–1973                      | Chicago Black Hawks            | NHL                            | 77          | 13          | 19          | 32          | 10          | 16          | 2           | 8           | 10          | 0           |             |             |
| 1973–1974                      | Chicago Black Hawks            | NHL                            | 69          | 9           | 25          | 34          | 12          | 11          | 0           | 1           | 1           | 2           |             |             |
| 1974–1975                      | Spelade ej.                    | Spelade ej.                    | Spelade ej. | Spelade ej. | Spelade ej. | Spelade ej. | Spelade ej. | Spelade ej. | Spelade ej. | Spelade ej. | Spelade ej. | Spelade ej. | Spelade ej. | Spelade ej. |
| 1975–1976                      | Chicago Black Hawks            | NHL                            | 22          | 0           | 6           | 6           | 2           | 4           | 0           | 0           | 0           | 0           |             |             |
| NHL totalt                     | NHL totalt                     | NHL totalt                     | 841         | 143         | 292         | 435         | 345         | 124         | 20          | 41          | 61          | 58          |             |             |
| AHL totalt                     | AHL totalt                     | AHL totalt                     | 73          | 31          | 46          | 77          | 22          | 4           | 0           | 0           | 0           | 2           |             |             |
| OHA-Jr. totalt                 | OHA-Jr. totalt                 | OHA-Jr. totalt                 | 202         | 107         | 131         | 238         | 104         | 46          | 18          | 25          | 43          | 92          |             |             |